# Jérôme Laperrousaz
Pour les articles homonymes, voir Laperrousaz.
Jérôme Laperrousaz est un réalisateur français né le 16 janvier 1948 à Tonnerre. Il s'est surtout illustré dans le documentaire, en particulier dans le domaine musical.

## Filmographie
- 1967 : Un samedi soir à Paris (documentaire)
- 1970 : Amougies (Music Power - European Music Revolution) (documentaire musical)
- 1972 : Continental Circus (documentaire) Prix Jean-Vigo
- 1975 : Hu-Man, film fantastique avec Terence Stamp et Jeanne Moreau
- 1980 : Third World - Prisoner In The Street (documentaire musical)
- 2003 : À l'école des étoiles (documentaire)
- 2006 : Made in Jamaica (documentaire musical)